# Liste der dörflichen Denkmalzonen in Tschechien
Die Liste der dörflichen Denkmalzonen in Tschechien (tschech. Vesnická památková zóna) beinhaltet insgesamt 211 Dörfer (Orte und Ortsteile), deren Dorfplätze oder Gebäude als dörfliche Denkmalzone ausgewiesen sind. Die Schutzwürdigkeit ergibt sich aus dem besonderen historischen Verhältnis oder als Teil der umgebenden Landschaft des Ortes. Denkmalzonen haben weniger schutzwürdige Gebäude als Denkmalreservate. 
Die Liste ist nach den Regionen (Kraj) gegliedert. 
Die Aufnahme der Orte in die Denkmalliste erfolgte in den Jahren 1990 bis 2004.

## HauptstadtPrag
siehe auch Denkmalpflege
| Verwaltungsbezirk | Wappen | Ort                                             | Jahr | Bild |
| ----------------- | ------ | ----------------------------------------------- | ---- | ---- |
| Prag 5            |        | Osada Buďánka (Siedlung in Prag-Smichow) (Lage) | 1991 |      |
| Prag 6            |        | Střešovičky (Siedlung in Prag-Streschowitz)     | 2004 |      |
| Prag 7            |        | Osada Rybáře (Siedlung in Prag-Troja)           | 1991 |      |
| Prag 8            |        | Staré Bohnice (Prag-Bochnitz)                   | 1993 |      |
| Prag 8            |        | Staré Ďáblice (Prag-Dablitz)                    | 1991 |      |
| Prag 10           |        | Královice (Prag-Kralowitz)                      | 1991 |      |
| Prag 10           |        | Stará Hostivař (Prag-Hostiwar)                  | 1993 |      |

## Středočeský kraj(Mittelböhmische Region)
| Kreis                        | Wappen | Ort                                                | Jahr | Bild |
| ---------------------------- | ------ | -------------------------------------------------- | ---- | ---- |
| Beroun (Beraun)              |        | Kleštěnice (Kleschtenitz) bei Komárov              | 2004 |      |
| Beroun                       |        | Korno                                              | 1995 |      |
| Beroun                       |        | Mořinka (Klein Morschin)                           | 1995 |      |
| Beroun                       |        | Olešná (Wolleschna) bei Mýto                       | 1995 |      |
| Kutná Hora (Kuttenberg)      |        | Losiny (Losin), OT von Petrovice II                | 2004 |      |
| Mělník (Melnik)              |        | Debrno, OT von Dolany                              | 1995 |      |
| Mělník                       |        | Jestřebice (Gestrebnitz), OT von Dobřeň (Dobřin)   | 1995 |      |
| Mělník                       |        | Lobeč (Lobes)                                      | 1995 |      |
| Mělník                       |        | Sitné (Zittnay), OT von Želízy                     | 1995 |      |
| Mělník                       |        | Střezivojice (Schedowertz) bei Dubá                | 1995 |      |
| Mělník                       |        | Vidim (Widim)                                      | 1995 |      |
| Mělník                       |        | Vrbno (Wrbno), OT von Hořín                        | 2004 |      |
| Mladá Boleslav (Jungbunzlau) |        | Březinka (Brezinka bei Melnik)                     | 1995 |      |
| Mladá Boleslav               |        | Kluky (Kluk) bei Mšeno                             | 1995 |      |
| Mladá Boleslav               |        | Loukov (Laukow) bei Mnichovo Hradiště              | 1995 |      |
| Mladá Boleslav               |        | Skalsko                                            | 1995 |      |
| Mladá Boleslav               |        | Střehom (Strehom), OT von Dolní Bousov             | 1995 |      |
| Nymburk (Nimburg)            |        | Pojedy (Pojed)                                     | 1995 |      |
| Nymburk                      |        | Sovenice (Sowenitz)                                | 1995 |      |
| Nymburk                      |        | Vinice (Winitz), OT von Městec Králové             | 1995 |      |
| Praha-východ (Prag-Ost)      |        | Lensedly (Lensedle), OT von Kaliště u Ondřejova    | 1995 |      |
| Příbram (Pibrans)            |        | Drahenice-Račany (Drahenitz)                       | 1995 |      |
| Příbram                      |        | Kojetín (Kojetin), OT von Petrovice bei Milevsko   | 2004 |      |
| Příbram                      |        | Porešín (Poreschin), OT von Petrovice bei Milevsko | 2004 |      |
| Rakovník (Rakonitz)          |        | Rousínov (Rausinow), OT von Slabce                 | 2004 |      |
| Rakovník                     |        | Skryje (Skrei)                                     | 2004 |      |

## Jihočeský kraj(Südböhmische Region)
| Kreis                       | Wappen | Ort                                                       | Jahr | Bild |
| --------------------------- | ------ | --------------------------------------------------------- | ---- | ---- |
| České Budějovice (Budweis)  |        | Bavorovice (Baurowitz), OT von Hluboká nad Vltavou        | 1990 |      |
| České Budějovice            |        | Bošilec (Boschiletz)                                      | 1990 |      |
| České Budějovice            |        | Božejov (Puschendorf), OT von Žár                         | 1990 |      |
| České Budějovice            |        | Břehov (Schwiehalm)                                       | 1995 |      |
| České Budějovice            |        | Dobšice (Dobschitz)                                       | 1990 |      |
| České Budějovice            |        | Dynín (Dinin)                                             | 1990 |      |
| České Budějovice            |        | Kojákovice (Kojakowitz) bei Borovany                      | 1990 |      |
| České Budějovice            |        | Lipanovice (Linden), OT von Záboří                        | 1990 |      |
| České Budějovice            |        | Munice (Munitz), OT von Hluboká nad Vltavou               | 1990 |      |
| České Budějovice            |        | Opatovice (Opatowitz), OT von Hrdějovice                  | 1990 |      |
| České Budějovice            |        | Rožnov, OT von České Budějovice                           | 1990 |      |
| České Budějovice            |        | Vitín (Wittin)                                            | 1990 |      |
| České Budějovice            |        | Zbudov (Zbudau), OT von Dívčice                           | 1990 |      |
| Český Krumlov (Krumau)      |        | Čertyně (Tscheertin), OT von Dolní Třebonín               | 1990 |      |
| Český Krumlov               |        | Krnín (Kernin), OT von Chlumec                            | 1995 |      |
| Český Krumlov               |        | Mirkovice (Mirkowitz)                                     | 1995 |      |
| Český Krumlov               |        | Pernek, OT von Horní Planá                                | 1995 |      |
| Český Krumlov               |        | Rojšín (Roisching), OT von Brloh pod Kletí                | 2004 |      |
| Český Krumlov               |        | Zlatá Koruna (Goldenkron)                                 | 2004 |      |
| Jindřichův Hradec (Neuhaus) |        | Hrutkov (Ruttenschlag), OT von Hospříz                    | 2004 |      |
| Jindřichův Hradec           |        | Lutová (Luttau) bei Chlum u Třeboně                       | 1990 |      |
| Jindřichův Hradec           |        | Malíkov nad Nežárkou (Deutsch Moliken)                    | 2004 |      |
| Jindřichův Hradec           |        | Nová Ves (Erdweis)                                        | 1990 |      |
| Jindřichův Hradec           |        | Pístina (Pistin)                                          | 1990 |      |
| Jindřichův Hradec           |        | Plačovice (Plospitz) bei Dešná                            | 1990 |      |
| Jindřichův Hradec           |        | Ponědrážka (Poniedraschko)                                | 1990 |      |
| Jindřichův Hradec           |        | Příbraz (Przibras)                                        | 1990 |      |
| Jindřichův Hradec           |        | Žíteč (Sichs) bei Chlum u Třeboně                         | 1990 |      |
| Písek (Pisek)               |        | Skály-Budičovice (Skal-Buditschowitz)                     | 1995 |      |
| Písek                       |        | Krašovice (Kraschowitz) bei Písek                         | 1995 |      |
| Písek                       |        | Květov (Kwietow)                                          | 1995 |      |
| Písek                       |        | Putim (Butin)                                             | 1995 |      |
| Písek                       |        | Smrkovice (Smrkowitz), OT von Písek                       | 1995 |      |
| Písek                       |        | Tukleky (Tuklek) bei Oslov                                | 1995 |      |
| Písek                       |        | Varvažov (Warwaschau)                                     | 1995 |      |
| Písek                       |        | Zahrádka (Sachradka) bei Kostelec nad Vltavou             | 1995 |      |
| Písek                       |        | Žebrákov (Schebrakow) bei Kovářov                         | 1995 |      |
| Prachatice (Prachatitz)     |        | Chalupy (Deutsch Chaluppen), OT von Stachy (Stachau)      | 1995 |      |
| Prachatice                  |        | Lažiště (Groß Laschitz)                                   | 1995 |      |
| Prachatice                  |        | Libotyně (Libotin), OT von Radhostice                     | 1995 |      |
| Prachatice                  |        | Mahouš (Mahausch)                                         | 1995 |      |
| Prachatice                  |        | Třešňový Újezdec (Wagnern), OT von Lhenice                | 1995 |      |
| Prachatice                  |        | Vitějovice (Witjejitz)                                    | 1995 |      |
| Prachatice                  |        | Zvěřetice (Swiretitz), OT von Babice u Netolic            | 1995 |      |
| Strakonice (Strakonitz)     |        | Jiřetice (Jirschetitz), OT von Čepřovice                  | 1995 |      |
| Strakonice                  |        | Kloub (Klaub) bei Vodňany                                 | 1995 |      |
| Strakonice                  |        | Koječín (Kojetschin), OT von Čepřovice                    | 1995 |      |
| Strakonice                  |        | Křtětice (Kretietitz), OT von Vodňany                     | 1995 |      |
| Strakonice                  |        | Kváskovice (Kwaskowitz) OT von Drážov                     | 1995 |      |
| Strakonice                  |        | Zechovice (Sechowitz), OT von Volyně                      | 1995 |      |
| Tábor (Tabor)               |        | Bechyňská Smoleč (Smoletsch), OT von Sudoměřice u Bechyně | 1995 |      |
| Tábor                       |        | Debrník (Debernik) bei Soběslav                           | 2004 |      |
| Tábor                       |        | Nedvědice (Nedwiedietz), OT von Soběslav                  | 1995 |      |
| Tábor                       |        | Ounuz (Aunus) bei Sedlec-Prčice                           | 1995 |      |
| Tábor                       |        | Svinky (Swinek) bei Soběslav                              | 1995 |      |

## Plzeňský kraj(Pilsener Region)
| Kreis                      | Wappen | Ort                                               | Jahr | Bild |
| -------------------------- | ------ | ------------------------------------------------- | ---- | ---- |
| Domažlice (Taus)           |        | Kanice (Kanitz)                                   | 1995 |      |
| Domažlice                  |        | Klenčí pod Čerchovem (Klentsch)                   | 1995 |      |
| Domažlice                  |        | Pocinovice (Putzeried)                            | 1995 |      |
| Domažlice                  |        | Stráž (Hochwarth)                                 | 1995 |      |
| Domažlice                  |        | Trhanov (Chodenschloß)                            | 1995 |      |
| Klatovy (Klattau)          |        | Břežany (Breschan)                                | 1995 |      |
| Klatovy                    |        | Hradešice (Radeschitz)                            | 1995 |      |
| Klatovy                    |        | Chanovice (Chanowitz)                             | 2004 |      |
| Klatovy                    |        | Ostřetice (Ostretitz)                             | 1995 |      |
| Klatovy                    |        | Poleň (Pollin)                                    | 1995 |      |
| Klatovy                    |        | Velké Hydčice (Groß Hitschitz)                    | 1995 |      |
| Plzeň-jih (Pilsen-Süd)     |        | Lipnice (Lipnitz), OT von Spálené Poříčí          | 1995 |      |
| Plzeň-jih                  |        | Mítov (Mittau), OT von Nové Mitrovice             | 1995 |      |
| Plzeň-jih                  |        | Řesanice (Režanitz), OT von Kasejovice            | 1995 |      |
| Plzeň-jih                  |        | Zahrádka (Sachradka), OT von Čížkov               | 1995 |      |
| Plzeň-město (Pilsen-Stadt) |        | Dýšina (Dayschina), OT von Pilsen                 | 1995 |      |
| Plzeň-město                |        | Kyšice (Kyschitz), OT von Pilsen                  | 1995 |      |
| Plzeň-město                |        | Křimice (Krzimitz), OT von Pilsen                 | 1995 |      |
| Plzeň-město                |        | Bolevec (Bolewetz), OT von Pilsen                 | 1995 |      |
| Plzeň-město                |        | Bukovec (Bukowetz), OT von Pilsen                 | 1995 |      |
| Plzeň-město                |        | Červený Hrádek (Hradek), OT von Pilsen            | 1995 |      |
| Plzeň-město                |        | Lobzy (Lobes), OT von Pilsen                      | 1995 |      |
| Plzeň-město                |        | Újezd (Augezd), OT von Pilsen                     | 1995 |      |
| Plzeň-město                |        | Radčice (Ratschitz), OT von Pilsen                | 1995 |      |
| Plzeň-město                |        | Tymákov (Timakow), OT von Pilsen                  | 1995 |      |
| Plzeň-sever (Pilsen-Nord)  |        | Dolany (Dollern) bei Třemošná                     | 1995 |      |
| Plzeň-sever                |        | Hlince (Hlintsch)                                 | 1995 |      |
| Plzeň-sever                |        | Jarov (Jarow) bei Kaznějov                        | 1995 |      |
| Plzeň-sever                |        | Lhota (Lhotta), OT von Chříč                      | 1995 |      |
| Plzeň-sever                |        | Lochousice (Lochutzen) bei Ves Touškov            | 2004 |      |
| Plzeň-sever                |        | Nynice (Ninitz) bei Kaznějov                      | 1995 |      |
| Plzeň-sever                |        | Olešovice (Hangendorf), OT von Úterý              | 1995 |      |
| Plzeň-sever                |        | Radějov (Roding), OT von Manětín                  | 1995 |      |
| Plzeň-sever                |        | Studená (Studena) bei Chříč                       | 1995 |      |
| Rokycany (Rokitzan)        |        | Dobřív (Dobschiw)                                 | 1995 |      |
| Rokycany                   |        | Jablečno bei Zbiroh                               | 1995 |      |
| Rokycany                   |        | Lhota pod Radčem (Lhotta) bei Zbiroh              | 2004 |      |
| Rokycany                   |        | Podmokly (Podmokl) bei Skryje                     | 1995 |      |
| Rokycany                   |        | Vejvanov (Wejwanow)                               | 1995 |      |
| Tachov (Tachau)            |        | Horní Jadruž (Obergodrisch), OT von Chodský Újezd | 1995 |      |
| Tachov                     |        | Chodský Újezd (Heiligenkreuz)                     | 1995 |      |
| Tachov                     |        | Pačín (Patzin), OT von Bezdružice                 | 1995 |      |
| Tachov                     |        | Prostiboř (Prostibor)                             | 1995 |      |
| Tachov                     |        | Zadní Chodov (Hinter Kotten)                      | 1995 |      |

## Karlovarský kraj(Karlsbader Region)
| Kreis                   | Wappen | Ort                                       | Jahr | Bild |
| ----------------------- | ------ | ----------------------------------------- | ---- | ---- |
| Cheb (Eger)             |        | Dolní Lažany (Unterlindau), OT von Lipová | 1995 |      |
| Cheb                    |        | Salajna (Konradsgrün)                     | 2004 |      |
| Karlovy Vary (Karlsbad) |        | Beranov (Böhmisch Borau), OT von Teplá    | 1995 |      |
| Karlovy Vary            |        | Kojšovice (Koschowitz), OT von Toužim     | 1995 |      |
| Karlovy Vary            |        | Kosmová (Goßmaul), OT von Toužim          | 1995 |      |
| Karlovy Vary            |        | Popovice (Pfaffengrün), OT von Teplá      | 1995 |      |
| Sokolov (Falkenau)      |        | Dolní Rychnov (Unter Reichenau)           | 1995 |      |
| Sokolov                 |        | Královské Poříčí (Königswerth)            | 1995 |      |

## Ústecký kraj(Aussiger Region)
| Kreis                   | Wappen | Ort                                                     | Jahr | Bild |
| ----------------------- | ------ | ------------------------------------------------------- | ---- | ---- |
| Děčín (Tetschen)        |        | Dlouhý Důl (Langengrund), OT von Krásná Lípa            | 2004 |      |
| Děčín                   |        | Kamenická Stráň (Kamnitzleiten)                         | 1995 |      |
| Děčín                   |        | Merboltice (Mertendorf)                                 | 2004 |      |
| Děčín                   |        | Vysoká Lípa (Hohenleipa)                                | 1995 |      |
| Litoměřice (Leitmeritz) |        | Brocno (Brotzen), OT von Štětí                          | 1995 |      |
| Litoměřice              |        | Dolní Nezly (Nieder Nösel), OT von Liběšice u Litoměřic | 1995 |      |
| Litoměřice              |        | Chotiněves (Kuttendorf)                                 | 1995 |      |
| Litoměřice              |        | Rašovice (Raschowitz), OT von Úštěk                     | 1995 |      |
| Litoměřice              |        | Slatina                                                 | 1995 |      |
| Litoměřice              |        | Soběnice (Sobenitz), OT von Liběšice u Litoměřic        | 1995 |      |
| Litoměřice              |        | Srdov (Zierde), OT von Liběšice u Litoměřic             | 1995 |      |
| Louny (Laun)            |        | Soběchleby (Oberklee), OT von Blšany                    | 2004 |      |
| Louny                   |        | Stekník (Steknitz)                                      | 1995 |      |

## Liberecký kraj(Reichenberger Region)
| Kreis                        | Wappen | Ort                                               | Jahr | Bild |
| ---------------------------- | ------ | ------------------------------------------------- | ---- | ---- |
| Česká Lípa (Böhmisch Leipa)  |        | Bukovec (Buckholz), OT von Dubá                   | 1995 |      |
| Česká Lípa                   |        | Kravaře (Graber)                                  | 1995 |      |
| Česká Lípa                   |        | Kruh (Kroh), OT von Doksy                         | 2004 |      |
| Česká Lípa                   |        | Sloup (Bürgstein)                                 | 1995 |      |
| Česká Lípa                   |        | Tubož (Dubus), OT von Blatce                      | 1995 |      |
| Česká Lípa                   |        | Velenice                                          | 1995 |      |
| Česká Lípa                   |        | Vojetín (Wojetin), OT von Doksy                   | 2004 |      |
| Jablonec nad Nisou (Gablonz) |        | Železný Brod (Eisenbrod)                          | 2004 |      |
| Liberec (Reichenberg)        |        | Kryštofovo Údolí (Christofsgrund) bei Reichenberg | 2004 |      |
| Semily (Semil)               |        | Újezdec (Aujezdetz), OT von Syřenov               | 2004 |      |

## Královéhradecký kraj(Königgrätzer Region)
| Kreis                       | Wappen | Ort                                                           | Jahr | Bild |
| --------------------------- | ------ | ------------------------------------------------------------- | ---- | ---- |
| Hradec Králové (Königgrätz) |        | Libeň (Lieben), OT von Měník                                  | 2004 |      |
| Hradec Králové              |        | Vysočany (Wissotschan), OT von Nový Bydžov                    | 2004 |      |
| Jičín (Jitschin)            |        | Karlov (Karlow), OT von Stará Paka                            | 1995 |      |
| Jičín                       |        | Nové Smrkovice (Neu Smirkowitz), OT von Ostroměř              | 1995 |      |
| Jičín                       |        | Studeňany (Studian), OT von Radim u Jičína                    | 1995 |      |
| Jičín                       |        | Štidla (Stedla), OT von Střevač                               | 2004 |      |
| Náchod (Nachod)             |        | Skalka, OT von Česká Metuje                                   | 2004 |      |
| Trutnov (Trautenau)         |        | Dolní Vernéřovice (Unter Wernersdorf), OT von Jívka           | 2004 |      |
| Trutnov                     |        | Chotěborky (Klein Chotiebor), OT von Vilantice                | 2004 |      |
| Trutnov                     |        | Malá Úpa-Šímovy Chalupy (Kleinaupa-Simmaberg)                 | 2004 |      |
| Trutnov                     |        | Pec pod Sněžkou-Modrý důl\|Modrý Důl (Petzer-Blaugrund)       | 2004 |      |
| Trutnov                     |        | Pec pod Sněžkou-Velké Tippeltovy Boudy (Petzer-Tippeltbauden) | 2004 |      |
| Trutnov                     |        | Radvanice (Radowenz)                                          | 2004 |      |

## Pardubický kraj(Pardubitzer Region)
| Kreis                           | Wappen | Ort                                          | Jahr | Bild |
| ------------------------------- | ------ | -------------------------------------------- | ---- | ---- |
| Chrudim                         |        | Svobodné Hamry (Freihammer), OT von Vysočina | 1995 |      |
| Svitavy (Zwittau)               |        | Telecí (Teletz)                              | 2004 |      |
| Ústí nad Orlicí (Wildenschwert) |        | Vysoká (Wissoka), OT von Javorník            | 2004 |      |

## Kraj Vysočina(Region Hochland)
| Kreis                        | Wappen | Ort                                            | Jahr | Bild |
| ---------------------------- | ------ | ---------------------------------------------- | ---- | ---- |
| Havlíčkův Brod (Deutschbrod) |        | Petrovice (Petrowitz), OT von Štoky            | 1995 |      |
| Jihlava (Iglau)              |        | Praskolesy (Praskoles), OT von Mrákotín        | 2004 |      |
| Pelhřimov (Pilgrams)         |        | Zhoř (Shorsch), OT von Pacov                   | 2004 |      |
| Třebíč (Trebitsch)           |        | Boňov (Boniau), OT von Jaroměřice nad Rokytnou | 1995 |      |
| Žďár nad Sázavou (Saar)      |        | Ubušínek (Klein Ubuschin)                      | 1995 |      |

## Jihomoravský kraj(Südmährische Region)
| Kreis                    | Wappen | Ort                                                       | Jahr | Bild |
| ------------------------ | ------ | --------------------------------------------------------- | ---- | ---- |
| Blansko (Blanz)          |        | Veselka (Wessel)                                          | 1995 |      |
| Brno-město (Brünn-Stadt) |        | Tuřany–Brněnské Ivanovice (Turas-Nennowitz), OT von Brünn | 1995 |      |
| Hodonín (Göding)         |        | Javorník–Kopánky (Jawornik-Kopanky)                       | 1995 |      |
| Hodonín                  |        | Vápenky (Wapenka)                                         | 1995 |      |
| Vyškov (Wischau)         |        | Lysovice (Lissowitz)                                      | 1995 |      |
| Vyškov                   |        | Rostěnice (Rosternitz), OT von Rostěnice-Zvonovice        | 2004 |      |
| Vyškov                   |        | Zvonovice (Swonowitz), OT von Rostěnice-Zvonovice         | 1995 |      |
| Znojmo (Znaim)           |        | Šatov (Schattau)                                          | 1995 |      |
| Znojmo                   |        | Vratěnín (Fratting)                                       | 1995 |      |

## Olomoucký kraj(Olmützer Region)
| Kreis                        | Wappen | Ort                                                                      | Jahr | Bild |
| ---------------------------- | ------ | ------------------------------------------------------------------------ | ---- | ---- |
| Jeseník (Freiwaldau)         |        | Dolní Údolí (Niedergrund) und Horní Údolí (Obergrund), OT von Zlaté Hory | 2004 |      |
| Jeseník                      |        | Rejvíz (Reihwiesen)                                                      | 2004 |      |
| Olomouc (Olmütz)             |        | Rataje (Rattay), OT von Těšetice                                         | 1995 |      |
| Olomouc                      |        | Senička (Kleinsenitz)                                                    | 1995 |      |
| Přerov (Prerau)              |        | Lhotka (Klein Lhotta)                                                    | 1995 |      |
| Přerov                       |        | Stará Ves (Altendorf)                                                    | 1995 |      |
| Šumperk (Mährisch Schönberg) |        | Dlouhomilov (Lomigsdorf)                                                 | 1995 |      |
| Šumperk                      |        | Jakubovice (Jokelsdorf)                                                  | 1995 |      |
| Šumperk                      |        | Palonín (Pollein)                                                        | 1995 |      |

## Moravskoslezský kraj(Mährisch-schlesische Region)
| Kreis                           | Wappen | Ort                                             | Jahr | Bild |
| ------------------------------- | ------ | ----------------------------------------------- | ---- | ---- |
| Bruntál (Freudenthal)           |        | Karlova Studánka (Bad Karlsbrunn)               | 2004 |      |
| Bruntál                         |        | Malá Morávka (Klein Mohrau)                     | 1995 |      |
| Bruntál                         |        | Petrovice (Petersdorf)                          | 2004 |      |
| Bruntál                         |        | Piskořov (Peischdorf), OT von Město Albrechtice | 2004 |      |
| Bruntál                         |        | Stará Ves–Žďárský Potok (Altendorf-Brandseifen) | 1995 |      |
| Frýdek-Místek (Friedeck-Mistek) |        | Komorní Lhotka (Kameral Ellgoth)                | 1995 |      |

## Zlínský kraj(Region Zlin)
| Kreis           | Wappen | Ort                                              | Jahr | Bild |
| --------------- | ------ | ------------------------------------------------ | ---- | ---- |
| Vsetín (Wsetin) |        | Kychová (Kichowa), OT von Huslenky               | 2004 |      |
| Vsetín          |        | Velké Karlovice–Podťaté (Groß Karlowitz-Podťaté) | 1995 |      |
| Vsetín          |        | Zděchov (Sdiechow)                               | 2004 |      |